# Fusispermum rubrolignosum
Fusispermum rubrolignosum är en violväxtart som beskrevs av José Cuatrecasas. Fusispermum rubrolignosum ingår i släktet Fusispermum och familjen violväxter. Inga underarter finns listade i Catalogue of Life.